# Tomasmässa
Tomasmässa är en alternativ form av gudstjänst inom den evangelisk-lutherska kyrkan. Avsikten är att erbjuda en annorlunda gudstjänst som det är lättare att delta i. Namnet syftar på aposteln Tomas, som tvivlade på Jesu uppståndelse.
Tomasmässan skiljer sig från den vanliga gudstjänsten främst genom det mer mångsidiga eller experimentella musikvalet, strävan efter större växelverkan med deltagarna och att gudstjänsten ofta ordnas med stora insatser av frivilliga.
Den första tomasmässan hölls i Mikael Agricola kyrka i Helsingfors den 10 april 1988. Tomasmässor firas numera regelbundet på flera orter i Finland och också i Danmark, Island, Norge, Sverige och Tyskland.